# Mary Lewis (actriz)
Mary Lewis (Estados Unidos, 9 de septiembre de 1913 - Buenos Aires, 2 de enero de 2006) fue una actriz y cancionista estadounidense nacionalizada argentina famosa en la década de 1940.

## Carrera
Poseedora de una dulce y sutil voz, Lewis incursionó notablemente en el mundo del género tanguero y milonguero de comienzos del siglo XX. Imprimió sus primeros discos en 1926, junto con la cancionista Marión Talley.
En teatro integró numerosas compañías entre la Compañía Argentina de Espectáculos Cómicos Gregorio Cicarelli - Leonor Rinaldi - Tito Lusiardo - Juan Dardés , con la cual en el Teatro Apolo estrenó obras como Entre goles y milongas, ¡No se achique Don Enrique! y  Entre taitas anda el juego. Siendo junto a Chola Bosch, las cancionistas del elenco. También integró la compañía de Eva Franco.
Trabajó en Radio Belgrano en el popular programa Estampas porteñas, junto a un importante elenco como Enrique Roldán, Pedro Fiorito, Eduardo París, Alfredo Arrocha, Julia Giusti, Olga Montes, Albo Argentino Uriarte, Yaya Suárez Corvo, Lucha Sosa, Blanca del Prado y Marta Peña. Junto con José Di Clemente realizó cinco giras en el elenco musical de la Compañía Estampas Porteñas, dirigida por Arsenio Mármol.
Gran peronista, según las publicaciones de la época, "la hija del coronel no tendría más de quince años", la nombran con el apodo de "Pilonga" y destacan que fue homenajeada por Mary Lewis, quien le obsequió un ramo de flores.
En 1938 participó del Gran certamen de popularidad de la Revista Sintonía donde se elegia a la futura Miss Radio por el voto de los lectores, habiendo resultado última en la lista con poco más de mil votos. En primer lugar estuvo Eva Duarte.
Perteneció a la camada de grandes intérpretes femeninas del tango de las primeras décadas del siglo pasado junto con Rosita Quiroga, Amanda Ledesma, Azucena Maizani, Ada Falcón, Mercedes Simone, entre muchas otras.

## Teatro
- 1948: ¡Mi Buenos Aires querido![3]
- 1948: En el tiempo que había guapos
- 1948: Entre goles y milongas.
- 1948: ¡No se achique Don Enrique!.
- 1948: Entre taitas anda el juego.
- 1947: Tres mil pesos

## Fallecimiento
La actriz falleció el 2 de enero de 2006 en su casa de Buenos Aires debido a una anorexia nerviosa.